# Miasta w Zimbabwe
Według danych oficjalnych pochodzących z 2012 roku Zimbabwe posiadało ponad 40 miast o ludności przekraczającej 5 tys. mieszkańców. Stolica kraju Harare jako jedyne miasto liczyło ponad milion mieszkańców; 1 miasto z ludnością 500÷1000 tys.; 5 miast z ludnością 100÷500 tys.; 6 miast z ludnością 50÷100 tys.; 11 miast z ludnością 25÷50 tys. oraz reszta miast poniżej 25 tys. mieszkańców.

## Największe miasta w Zimbabwe
Największe miasta w Zimbabwe według liczebności mieszkańców (stan na 17.08.2012):
| L.p. | Miasto      | Prowincja                | Liczba ludności |
| ---- | ----------- | ------------------------ | --------------- |
| 1.   | Harare      | miasto wydzielone Harare | 1 468 767       |
| 2.   | Bulawayo    | Matabeleland Północny    | 655 675         |
| 3.   | Chitungwiza | miasto wydzielone Harare | 354 472         |
| 4.   | Mutare      | Manicaland               | 188 243         |
| 5.   | Epworth     | miasto wydzielone Harare | 161 840         |
| 6.   | Gweru       | Midlands                 | 158 233         |
| 7.   | Kwekwe      | Midlands                 | 100 455         |
| 8.   | Kadoma      | Mashonaland Zachodni     | 90 109          |
| 9.   | Masvingo    | Masvingo                 | 88 554          |

## Alfabetyczna lista miast w Zimbabwe
(czcionką pogrubioną wydzielono miasta powyżej 1 mln)
- Banket
- Beitbridge
- Bindura
- Bulawayo
- Chegutu
- Chinhoyi
- Chipinge
- Chiredzi
- Chitungwiza
- Chivhu
- Epworth
- Glendale
- Gokwe
- Gwanda
- Gweru
- Harare (Salisbury)
- Harare Western Suburbs
- Hwange
- Kadoma
- Kariba
- Karoi
- Kwekwe
- Marondera
- Mashava Mine
- Masvingo (Fort Victoria)
- Mhangura Mine
- Mount Hampden
- Murehwa
- Mutare
- Mutoko
- Mvurwi
- Norton
- Plumtree
- Redcliff
- Rusape
- Ruwa
- Shamva
- Shurugwi
- Victoria Falls
- Zvishavane